# Farkhana
Farkhana (Arabisch: فرخانة, Tamazight: ⴼⴰⵔⵅⴰⵏⴰ) is een stad in het uiterste noordoosten van Marokko, in de provincie Nador, regio Oriental. De stad ligt direct aan de grens met de Spaanse enclave Melilla en vervult een strategische rol in het grensgebied tussen Marokko en Spanje.

## Ligging
Farkhana bevindt zich op enkele kilometers van de Middellandse Zee en ligt op minder dan 2 km afstand van het centrum van Melilla. De stad vormt samen met onder meer Beni Ensar en Nador een stedelijk netwerk dat intensief betrokken is bij grensverkeer, handel en migratie. De voormalige grensovergang Barrio Chino bevond zich op het grondgebied van Farkhana.

## Geografie
Door Farkhana stroomt de Río de Oro, een kleine rivier die haar oorsprong vindt in het Rifgebergte en in westelijke richting loopt tot aan de stad Melilla, waar ze uitmondt in de Middellandse Zee. De rivier vormt een belangrijk landschapselement in het grensgebied tussen Marokko en de Spaanse exclave. In de loop der jaren is de Río de Oro van belang geweest voor landbouwirrigatie, maar het debiet is sterk afhankelijk van seizoensgebonden regenval.
Hoewel de rivier in de zomer vaak gedeeltelijk droogvalt, blijft zij van geografisch belang als natuurlijke corridor tussen de Rif-regio en de kustzone van Melilla. Ook vormt de Río de Oro in sommige periodes een ecologisch leefgebied voor diverse vogelsoorten.

## Bevolking en taal
De stad telt enkele duizenden inwoners, voornamelijk behorend tot de Amazigh (Berber) bevolking. De meest gesproken talen zijn het Riffijns-Tamazight en het Marokkaans Arabisch.
Vanwege de nabijheid van Melilla is er ook sprake van Spaanse culturele en taalkundige invloed. Met name onder oudere generaties wordt het Spaans vaak verstaan of gesproken, terwijl het Frans, dat elders in Marokko dominant is, in dit gebied een minder prominente rol speelt.

## Economie en grensdynamiek
Farkhana was lange tijd een belangrijk knooppunt voor informele grenshandel. De grenspost Barrio Chino werd veel gebruikt door Marokkaanse handelaren en arbeiders die in Melilla werkten of goederen vervoerden. In 2018 werd deze doorgang gesloten, wat leidde tot sociale en economische spanningen in de regio.
De stad kent een mix van kleine handel, grensgerelateerde dienstverlening en agrarische activiteiten in de omliggende gebieden.

## Cultuur en samenleving
De lokale cultuur is nauw verbonden met het Riffijnse erfgoed. Er zijn traditionele religieuze vieringen, markten en gemeenschapsevenementen. Tegelijkertijd beïnvloeden nabijheid van Melilla en migratiestromen het dagelijks leven en het culturele landschap van Farkhana.